# سارة دانيلز
سارة دانيلز (بالإنجليزية: Sarah Daniels)‏ هي كاتبة سيناريو وكاتبة مسرحية وكاتِبة بريطانية، ولدت في 1956 في لندن في المملكة المتحدة.

## وصلات خارجية
- سارة دانيلز على موقع IMDb (الإنجليزية)